# Marija Milović
Marija Milović (ur. 16 lipca 1989 w Barze) – czarnogórska siatkarka, grająca na pozycji środkowej, reprezentantka Czarnogóry. W sezonie 2014/2015 grała w Orlen Lidze w zespole PGNIG Nafta Piła.

## Sukcesy klubowe
Puchar Serbii:
- 2008, 2009

Liga serbska:
- 2008, 2009

Liga czarnogórska:
- 2013, 2014
- 2010, 2011, 2012

Puchar Czarnogóry:
- 2011, 2012, 2013, 2014

Puchar Francji:
- 2017, 2019

Liga szwajcarska:
- 2023[1]

## Sukcesy reprezentacyjne
Igrzyska Małych Państw Europy:
- 2015, 2019

## Nagrody indywidualne
- 2011: Najlepsza siatkarka roku w Czarnogórze